# Миттеран, Жан-Кристоф
Жан-Кристоф Миттеран (фр. Jean-Christophe Mitterrand; род. 19 декабря 1946) — советник президента Франции по африканским делам в период с 1986 по 1992 года, бизнесмен, журналист, сын бывшего французского президента Франсуа Миттерана.

## Биография
Миттеран родился в городе Булонь-Бийанкур в 1946 году. В молодости был корреспондентом газеты Agence France Presse. Некоторое время жил в Мавритании.
В 1990-х годах Жан-Кристоф Миттеран вместе с российским бизнесменом Аркадием Гайдамаком был замешан в скандале по торговле оружием в Африке (Анголагейт). Согласно имеющейся информации, он выполнял роль посредника между российскими торговцами оружия и правительством Анголы во главе с Хосе Эдуарду душ Сантушом, организуя незаконную перевозку вооружения из России в Африку. 22 декабря 2000 года Миттеран, по личному приказу магистрата Филиппа Курье, заключён в тюрьму Санте в Париже, откуда вышел уже 11 января 2001 года. Однако 4 июля ему было предъявлено новое обвинение по незаконному обороту оружия, также связанного с Анголой.
17 октября 2001 года против Жан-Кристофа Миттерана выдвинуты новые обвинения, но уже по факту коррупции. Суд обложил Миттерана штрафом в размере 600 000 евро за уклонения от уплаты налогов.

## Награды
- Офицер ордена Моно (1981 год, Того)[4].